# يوثيميوس الكبير
يوثيميوس الكبير (باليونانية: Ευθύμιος ο Μέγας؛ بالإنجليزية: Euthymius the Great)؛ (377 - 20 يناير 473) كان راهبا ومؤسسا ورئيسا لعديد الأديرة في فلسطين. وهو مبجل في كل من الكنيستين الرومانية الكاثوليكية والأرثوذكسية الشرقية لانتصاره لعقيدة الطبيعتين وسط المعارضة الشديدة لمقررات مجمع خلقيدونية بين رهبان القدس.

## سيرته
ولد يوثيميوس في ملطية في أرمينيا الصغرى، بعد طول انتظار، لعائلة متدينة من النبلاء؛ إذ يروي التقليد، أن والدي يوثيميوس، بولس وديونيسيا، عانيا من أجل الإنجاب، فصليا طلبا للذرية في كنيسة القديس بوليوكتوس في ملطية. عندما ولد ابنهما، أطلقا عليه اسم يوثيميوس، والذي يعني باليونانية "التهليل الحسن."
تلقى يوثيميوس تعليمه من الأسقف أوتريوس الملطي، الذي رسمه بعد ذلك وجعله مسؤولا عن جميع الأديرة في أبرشية ملطية. لما بلغ الثلاثين من العمر، ذهب سرا في رحلة حج إلى أورشليم وسكن في كهف بالقرب من دير للرهبان يبعد حوالي عشرة كيلومترات شرقي المدينة، في عين فارة بوادي القلط.
في عام 411، اختلى يوثيميوس مع رفيقه ثيوكتيستوس في البرية، وكانا يعيشان في كهف وعرة على ضفاف سيل المقلق. فيه، اجتمع العديد من التلاميذ حولهم طالبين المعرفة، وعليه، صيروا الكهف كنيسة وبنوا ديرا وُضع على عهدة ثيوكتيستوس. أما يوثيميوس، وعلى الرغم من توحده، فإنه لم يبخل بتوجيه الآخرين وتقديم النصيحة لهم. كما ينسب إليه الفضل في إنشاء دير كابارباريخا (بني نعيم حاليا) عام 422.
يروي الراهب كيرلس من سيثوبوليس، وهو كاتب سير، أن معجزة شفاء يوثيموس لابن أسبيبتوس الذي كان زعيما لإحدى قبائل الساراسيين كان من نتائجها اعتناق كامل القبيلة للمسيحية، وتمويل ماريس، صهر الزعيم، لعملية بناء الدير، إضافة إلى رسامة أسبيبتوس كاهنا عام 427 تحت اسم بطرس، ثم أسقفا لعربية البتراء بتوسط من يوثيميوس نفسه وبطريرك القدس آنذاك، يوفينال. وبصفته أسقفا، فقد دعي بطرس لحضور مجمع أفسس.
بعد انتشار خبر شفائه لابن زعيم القبيلة، ذاع صيت يوثيميوس عبر جميع أنحاء فلسطين، وجاءت حشود غفيرة لزيارته في عزلته، لكنه فضل التوحد فعاش مع تلميذه دوميتيان في البرية. ولما تبعه الناس إلى ذاك المكان أيضا، قرر العودة إلى الدير الذي أسسه مع ثيوكتيستوس، حيث أقام في كهف. وكان كل أحد يزور الدير للمشاركة في الخدمة الإلهية. لكن، ولأن العديد من التلاميذ رغبوا في أن يكون مرشدهم الروحي، أسس سنة 420، ديرا على الجانب الأيمن من الطريق بين القدس وأريحا، سميت بدير يوثيميوس. كُرست كنيسة الدير عام 428 من قبل يوفينال، أول بطاركة للقدس. واستقر يوثيميوس هناك لبقية حياته.

## التطويب

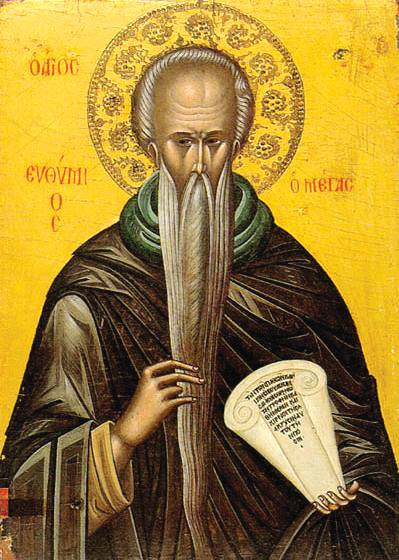
أيقونة للقديس يوثيميوس الكبير

لما أدان المجمع الرابع هرطقة أوطاخي وحرم ديوسقوروس، كان يرجع ليوثيموس فضل قبول أغلب رهبان المنطقة بمخرجات المجمع وقبولهم بعقيدة الطبيعتين. ولجهوده في نشر الإيمان القويم؛ تُعيد له الكنيستان الأرثوذكسية الشرقية والرومانية الكاثوليكية في ذكرى وفاته يوم 20 يناير (الموافق لـ2 فبراير حسب التقويم اليولياني) من كل سنة.